# Fjodor Andrejewitsch Tscherwjakow
Fjodor Andrejewitsch Tscherwjakow (russisch Фёдор Андреевич Червяков, auch Fedor Chervyakov transkribiert; * 13. Januar 1993 in Ischewsk) ist ein ehemaliger russischer Tennisspieler.

## Karriere
Tscherwjakow spielt hauptsächlich auf der ITF Future Tour und der ATP Challenger Tour. 2015 kam er in Istanbul bei den TEB BNP Paribas İstanbul Open im Doppel als Ersatz zu seinem einzigen Auftritt auf der ATP World Tour. Mit seinem Partner Mark Fynn unterlag er in der Auftaktrunde den topgesetzten Robert Lindstedt und Jürgen Melzer mit 2:6, 2:6. 2016 spielte er letztmals ein Profiturnier.